# 盖世威

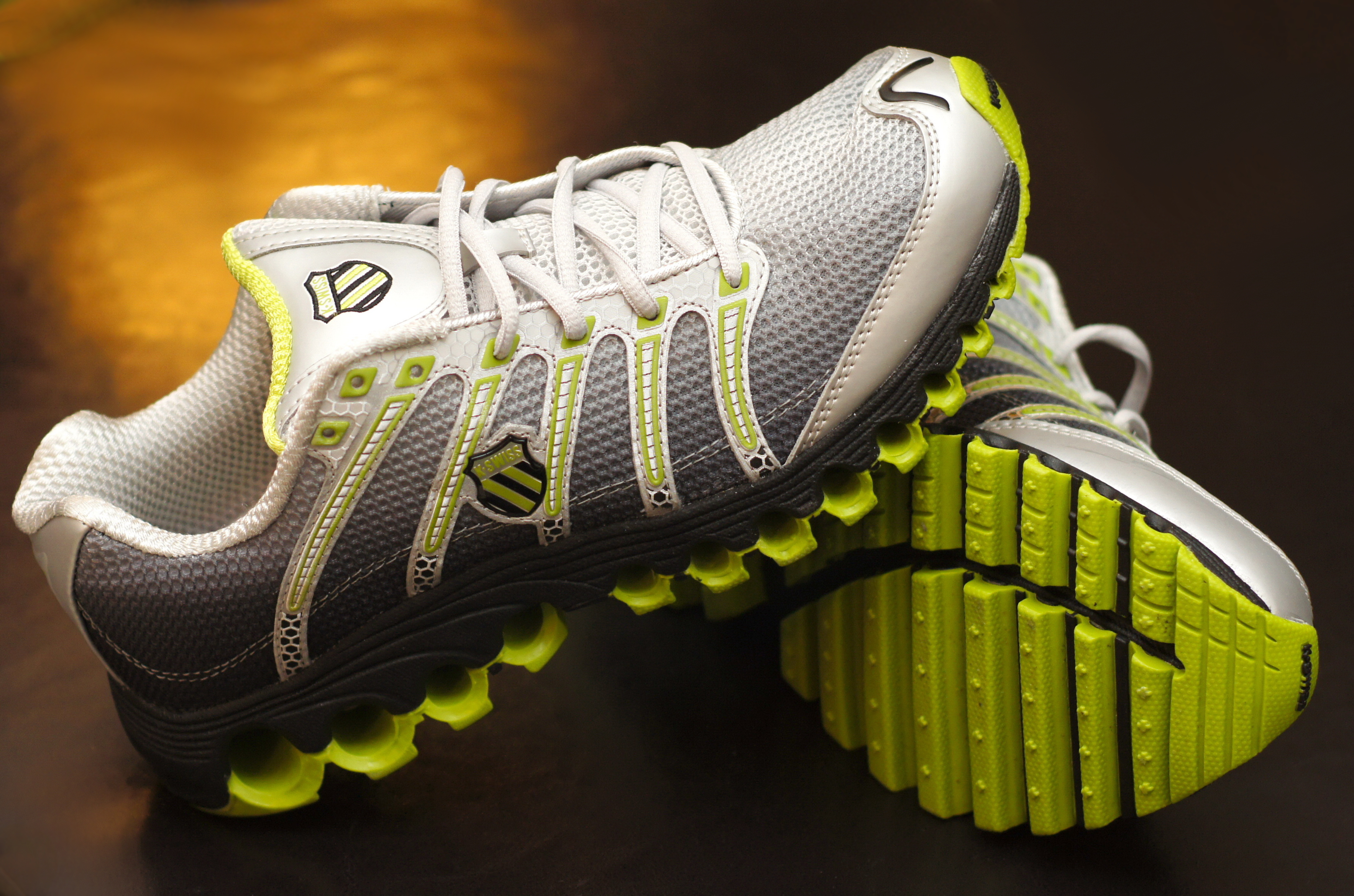
盖世威 Tubes Run 100 跑步鞋

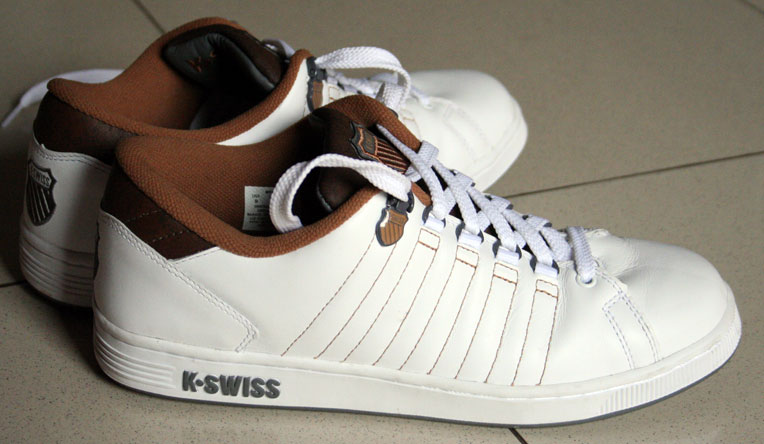
盖世威 Lozan II 複刻網球鞋

K-Swiss（蓋世威）是一間美國運動用品製造商。盖世威的產品設計皆可見到經典的五條平行間條或者是舌狀盾牌的LOGO，五條平行線乃是盖世威的特色。而Palladium 也是盖世威的姐妹品牌。盖世威的主要競爭對手為Nike，Adidas和Puma。

## 歷史
1966年由兩名來自瑞士的兄弟檔於美國加州的洛杉磯所成立的。字面上看來會讓人誤以為是來自瑞士，但盖世威是發源由美國。
- 1986年，Steven Nichol買下了盖世威
- 1990年，成為上市公司（NASDAQ）
- 在1990年代，Steve Nichols 提高了銷售預算，並從大公司（例：寶僑）挖角行銷人才。盖世威進行大規模行銷推廣。因為廣告多了一些知名度。
- 2019年5月2日特步斥資2.6億美元(約20.3億港元)現金，收購持三個國際知名品牌（包括蓋世威、Palladium及Supra）以及兩個子品牌（即PLDM及KR3W）的E-Land Footwear USA Holdings Inc.

## 經典產品
盖世威的經典代表作是Classic(0001-100/9001-100)，全皮質的網球鞋所帶給大家的是簡單又優雅的設計。至今，Classic仍是盖世威的經典鞋款。

## 外部連結
- K-Swiss （页面存档备份，存于）
- K-Swiss美國 （页面存档备份，存于）
  - KSwiss的Facebook專頁
  - KSwiss的X（前Twitter）
  - KSwiss的Instagram帳戶
- K-Swiss台灣 （页面存档备份，存于）
  - K-Swiss Taiwan的Facebook專頁
  - YouTube上的kswissasia頻道
  - K-Swiss Taiwan的Instagram帳戶
- K-Swiss香港 （页面存档备份，存于）
  - K-Swiss Hong Kong的Facebook專頁
  - K-Swiss Hong Kong的Instagram帳戶
- K-Swiss History （页面存档备份，存于）
- Kuenzli Schuhe (Swiss) History （页面存档备份，存于）